# Municipio de Wismer
El municipio de Wismer (en inglés: Wismer Township) es un municipio ubicado en el condado de Marshall en el estado estadounidense de Dakota del Sur. En el año 2010 tenía una población de 36 habitantes y una densidad poblacional de 0,78 personas por km².

## Geografía
El municipio de Wismer se encuentra ubicado en las coordenadas 45°46′59″N 97°30′4″O / 45.78306, -97.50111. Según la Oficina del Censo de los Estados Unidos, el municipio tiene una superficie total de 46.17 km², de la cual 44,43 km² corresponden a tierra firme y (3,76 %) 1,74 km² es agua.

## Demografía
Según el censo de 2010, había 36 personas residiendo en el municipio de Wismer. La densidad de población era de 0,78 hab./km². De los 36 habitantes, el municipio de Wismer estaba compuesto por el 100 % blancos. Del total de la población el 0 % eran hispanos o latinos de cualquier raza.